# Gilbert Baker
Gilbert Baker (2 tháng 6 năm 1951 – 31 Tháng 3 năm 2017) là một nghệ sĩ và nhà hoạt động LGBT người Mỹ, cũng chính là người đã thiết kế lá cờ cầu vồng vào năm 1978. Lá cờ của Baker trở nên phổ biến và gắn liền với quyền LGBT, là một biểu tượng của niềm tự hào đã trở nên phổ biến trong nhiều thập kỷ từ khi nó ra mắt.

## Tiểu sử
Baker sinh ngày 2 tháng 6 năm 1951 tại Chanute, Kansas. Ông lớn lên tại Parsons, Kansas, nơi bà ngoại sở hữu một cửa hàng quần áo phụ nữ. Cha của ông là thẩm phán và mẹ ông là một giáo viên.

## Lá cờ

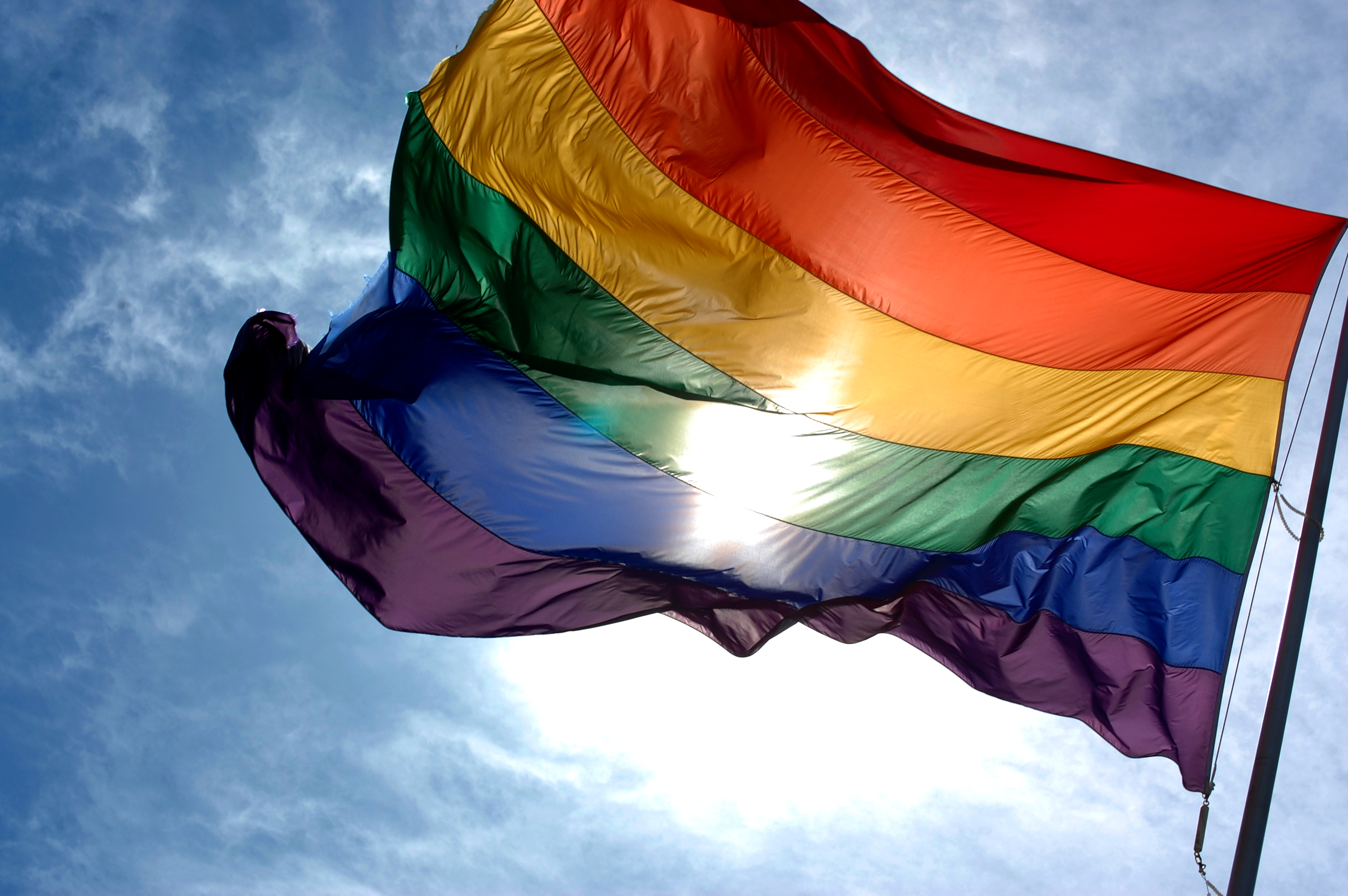
Phiên bản 6 màu của lá cờ niềm tự hào là loại được sử dụng phổ biến nhất. Phiên bản gốc từ năm 1978 có hai sọc bổ sung là màu hồng nóng và ngọc lam nhưng đã bị gỡ bỏ do nhu cầu sản xuất.